# Дичо Андонов
Дичо Андонов или Антонов, наричан Лобански, е български революционер, костурски районен войвода на Вътрешната македоно-одринска революционна организация.

## Биография
Андонов е роден в 1882 година в костурското село Лобаница, тогава в Османската империя, днес заличено на територията на Гърция. Завършва основно училище в родното си село, след което учи в Костурската българска прогимназия и в Битолската българска гимназия, където завършва V клас. В Битоля стои на един чин с Атанас Кършаков и става член на ВМОРО.
В 1901 година става четник на ВМОРО и участва във всички големи сражения в Костурско. Взима участие в сражението при Вишени в 1902 година, в което загиват Лазар Москов и Никола Рашайков. От март 1903 година е центрови войвода на Дъмбенския център. Участва в сражението при Смърдеш водено от Борис Сарафов, Васил Чекаларов и Пандо Кляшев.
На 31 май 1903 година четата му е обградена в Дъмбенската планина от многобройна потеря и след дългия и кървав бой в местността Локвата се самоубива, за да не бъде пленен. Лазар Поптрайков го увековечава в поемата си „Локвата и Виняри“.
| „ | Паднаха съ доблесть всички четници на храбрия Дичо въ своитѣ позиции; мъртвитѣ и раненитѣ люто търпятъ мѫчение турско нечуто. (...) Вѣренъ на свойта честь, задължение, младиятъ Дичо ощ’ несъкрушенъ, само направи едно движение и той отъ свой куршумъ падна бездушенъ. | “ |

Георги Константинов Бистрицки пише за него:
| „ | Дичо Антонов от с. Лобаница, с прогимназиално образование, великодушен и симпатичен младеж, скоро произведен войвода, много рано загина, както и почти всички ръководители, дейци, войводи и борци, в кръвопролитното Дъмбенско сражение при Локвата преди въстанието. | “ |